# Insula Dramei Totale: Revanșa
Insula Dramei Totale: Revanșa (engleză Total Drama: Revenge of The Island) este cel de-al patrulea sezon al seriei animate Dramă Totală difuzat de canalele Teletoon și Cartoon Network. Acest sezon aduce în prim plan o nouă generație de 13 concurenți pentru participarea la cel de-al patrulea sezon înapoi în Tabăra Wawanakwa, puțin mai mult radioactivă.
Serialul a fost difuzat în România începând din 5 martie 2012 pe canalul Cartoon Network

## Despre serial
Acest sezon aduce a doua generație de concurenți noi, 13 la număr, pentru bătălia unui 1.000.000$. Chris se reîntoarce în tabăra sezonului 1 plină de toxine și animale mutante. Regula rămâne aceiași: concurenții vor concura, iar cei care nu fac față probelor, vor vota un membru al echipei. Și acest sezon are ca gazdă prezentator pe Chris McLean și co-prezentatorul Bucătarul Satâr.
La începutul competiției cei 13 concurenți vor fi plasați în 2 echipe. În fiecare episod, cele două echipe vor fi supuse la probe și doar o echipă, datorită unui concurent, va câștiga. Echipa pierzătoate se va prezenta seara la Ceremonia la Focul de Tabără, unde în urma unor voturi, toți cu excepția unuia vor primi Nalbe, ca simbol al imunității, iar pentru a face mai interesant totul, eliminatul va primi Nalba cu Deșeuri Toxice. Membrul cu cele mai multe voturi va pleca din joc luând Catapulta Rușinii. De asemenea, Chris introduce o nouă oportunitate concurenților la ceremonie: pe insulă sunt ascunse statui Cap de Chris McLean Autentice, cu rol de invincibilitate. 

## Echipe
- Sobolanii Toxici: B, Dawn, Dakota, Lightning, Sam, Staci si Scott
- Viermii Mutanti: Anne Maria, Brick, Cameron, Jo, Mike si Zoey

- Brick este introdus în echipa Șobolanilor la finalul episodului 4.
- Scott și Jo fac schimb de echipă la finalul episodului 6.
- Dakota reintră în echipa Viermilor la finalul episodului 7.

## Episoade
| Premiera în România | N/o | Titlu român                          | Titlu englez                           |
| ------------------- | --- | ------------------------------------ | -------------------------------------- |
|                     |     |                                      |                                        |
| 05.03.2012          | 01  | Mai mult! Mai rău! Mai brutal!       | Bigger! Badder! Brutal-er!             |
|                     |     |                                      |                                        |
| 12.03.2012          | 02  | Adevăr sau rechin mutant             | Truth or Laser Shark                   |
|                     |     |                                      |                                        |
| 19.03.2012          | 03  | Gheață pentru toți                   | Ice Ice Baby                           |
|                     |     |                                      |                                        |
| 26.03.2012          | 04  | Jucătorii terorii                    | Finders Creepers                       |
|                     |     |                                      |                                        |
| 02.04.2012          | 05  | Gustul trădării                      | Backstabbers Ahoy!                     |
|                     |     |                                      |                                        |
| 09.04.2012          | 06  | Model în retragere                   | Runaway Model                          |
|                     |     |                                      |                                        |
| 16.04.2012          | 07  | Mine și minereuri                    | A Mine Is a Terrible Thing to Waste    |
|                     |     |                                      |                                        |
| 23.04.2012          | 08  | Insula comorilor                     | The Treasure Island of Dr. McLean      |
|                     |     |                                      |                                        |
| 30.04.2012          | 09  | Marele jaf auto                      | Grand Chef Auto                        |
|                     |     |                                      |                                        |
| 07.05.2012          | 10  | Sus, sus tot mai sus                 | Up, Up And Away In My Pitiful Balloon  |
|                     |     |                                      |                                        |
| 14.05.2012          | 11  | Mănânca, regurgitează și fii precaut | Eat, Puke and Be Wary                  |
|                     |     |                                      |                                        |
| 21.05.2012          | 12  | Pădurea mutant vrăjită               | The Enchanted Franken-Forest           |
|                     |     |                                      |                                        |
| 28.05.2012          | 13  | Creier contra mușchi: Bătălia finală | Brain vs. Brawn: The Ultimate Showdown |
|                     |     |                                      |                                        |